# Ioan Seracin
Ioan Seracin (n. 17 octombrie 1944) a fost un deputat român în legislatura 1990-1992, ales în județul Bihor pe listele partidului PDAR. La data de 17 februarie 1992 a fost înlocuit în funcția de deputat de către deputatul Eugen Ardelean.